# Ain't No Stoppin' Us Now
 (juin 2023).
Si vous disposez d'ouvrages ou d'articles de référence ou si vous connaissez des sites web de qualité traitant du thème abordé ici, merci de compléter l'article en donnant les références utiles à sa vérifiabilité et en les liant à la section « Notes et références ».
Ain't No Stoppin' Us Now est une chanson interprétée par le duo McFadden & Whitehead pour leur premier album McFadden & Whitehead (1979). La ligne de basse est interprétée par Jimmy Williams. Ce single a atteint la 1re place du Hot R&B/Hip-Hop Songs le 2 juin 1979.

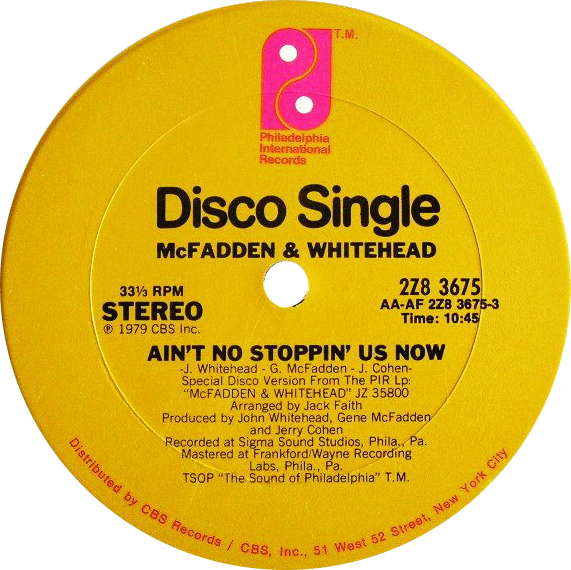
Label Face-1 de la sortie du disque phonographique américain de 30 cm (12 pouces)

Le thème de la chanson est sur la réussite malgré les adversités. Cela a trouvé un écho notable dans la communauté afro-américaine.
Luther Vandross ou The Rippingtons ont notamment repris cette chanson, tandis que le duo a revisité leur propre chanson en 1984 sous le titre Ain't No Stoppin' (Ain't No Way). La ligne de basse a été reprise dans Ma quale idea (1980) de Pino D'Angiò et apparaît dans la bande originale de Boogie Nights (1997).